# Engeløya
Engeløya is een eiland in de gemeente Steigen in de Noorse provincie Nordland. Het eiland ligt aan de zuidoostelijke kant van het Vestfjord tegenover de Lofoten en heeft een oppervlakte van 69,25 km². Het is sinds 1978 door twee achter elkaar liggende bruggen met het vasteland verbonden. Over deze bruggen loopt snelweg 835. De belangrijkste plaats van het eiland is Steigen. Het midden van het eiland is bergachtig. De Trohornet is met 649 m het hoogste punt van het eiland. In het noordwesten van het eiland ligt een vliegveld (Engeløy flyplass) voor kleine toestellen.
Op Engeløya bevindt zich 's werelds noordelijkste hazelaarbos. In de tijd van de Vikingen was het eiland de zetel van de stamhoofden. Veel archeologische vondsten, vooral in het zuidwesten van het eiland, dateren uit deze tijd. De kerk in Steigen dateert uit het jaar 1250. Vanwege de strategische ligging aan het Vestfjord bouwden de Duitsers in 1942 in Bø op Engeløya de kustbatterij Batterij Dietl.

## Afbeeldingen

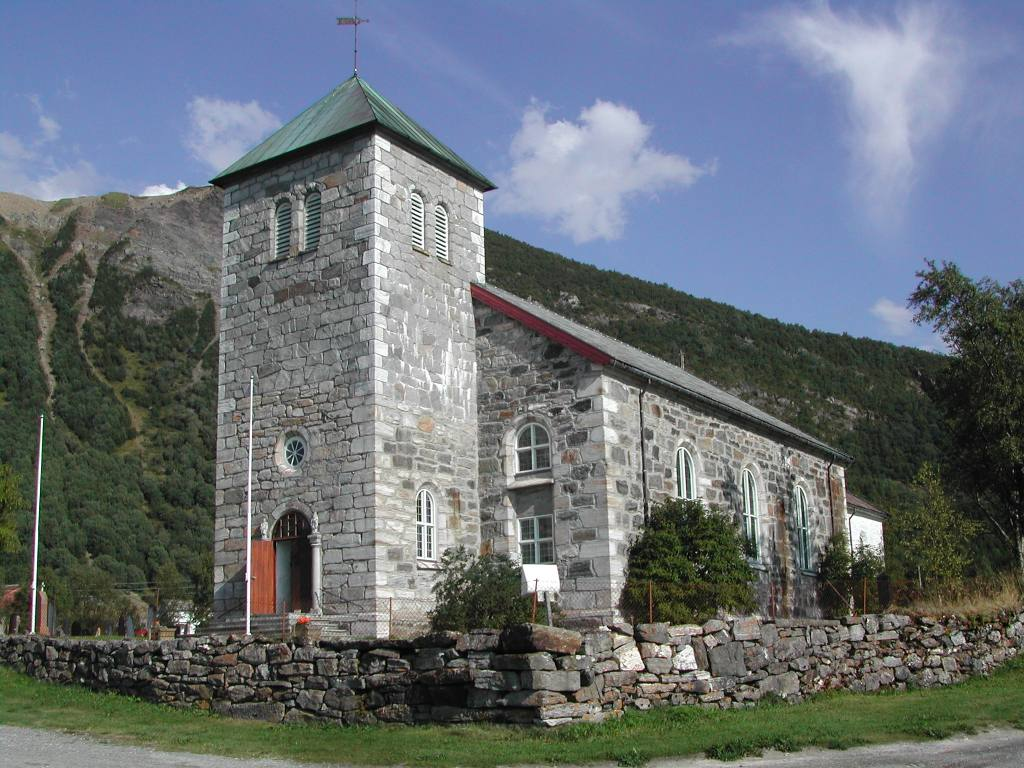
De kerk in Steigen (gebouwd omstreeks 1250)
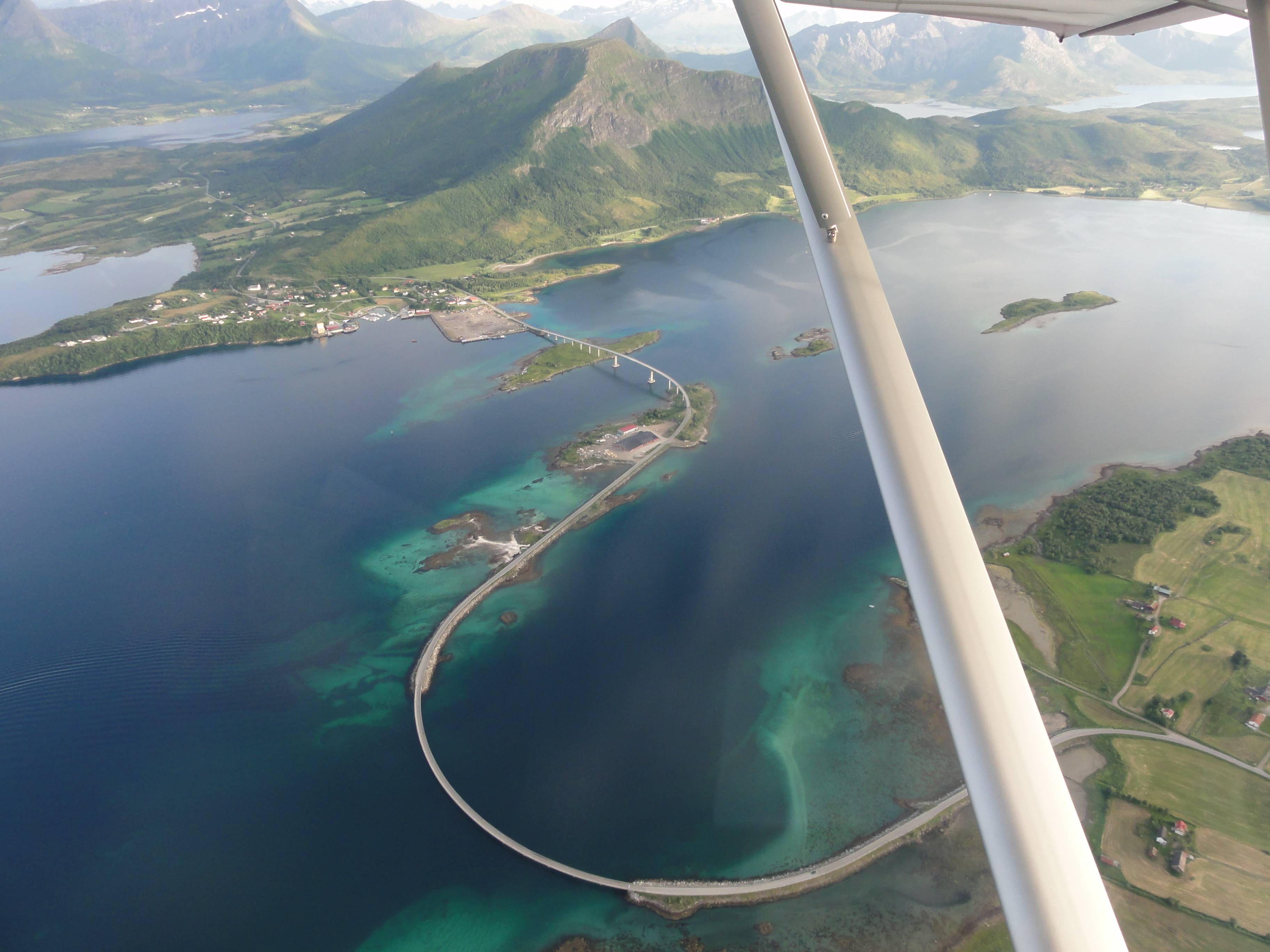
De bruggen naar het vasteland (gereed in 1978)